# Пакамша
Пакамша (лит. Pakamša) — село в восточной части Литвы. Входит в состав Швенченеляйского староства Швянчёнского района. По данным переписи Литвы 2011 года, население Пакамши составляло 11 человек.

## География
Село расположено в центральной части района. Находится в двух километрах к востоку от центра староства, города Швенченеляй.

## Население
| 1905                           | 1931 | 1959 | 1970 | 1979 | 1989 | 2001 | 2011 |
| ------------------------------ | ---- | ---- | ---- | ---- | ---- | ---- | ---- |
| 12                             | 10   | 10   | 11   | 11   | 6    | 15   | 11   |
| Гистограмма динамики населения |      |      |      |      |      |      |      |